# 黄蛭科
黄蛭科（学名：Haemopidae）是无吻蛭目下的一个科。

## 下属分类
本科包括以下属：
- 无吻蛭属 Haemopis Savigny, 1822
- Linta
- Semiscolex Kinberg, 1866